# Propriété privée (nouvelle)
Pour les articles homonymes, voir Propriété privée (homonymie).
Propriété privée (Restricted Area) est une nouvelle de science-fiction écrite par Robert Sheckley, publiée en juin-juillet 1953 dans Amazing Stories.

## Publications

### Publications aux États-Unis
La nouvelle a été publiée pour la première fois aux États-Unis en août 1953 dans Amazing Stories.
Elle a ensuite été publiée dans diverses anthologies ou divers recueils, notamment dans The Collected Short Fiction of Robert Sheckley (plusieurs éditions).

### Publications en France
La nouvelle a été publiée en France dans l'anthologie Douces Illusions (p. 59 à 81), parue en 1978. Le recueil a fait l'objet d'une réédition en 1987.

### Publications dans d'autres pays
La nouvelle a aussi été éditée :
- en italien sous le titre Un mondo impossibile (1968),
- en allemand sous le titre Zutritt verboten (1969),
- en néerlandais sous le titre Verboden Gebied (1971).

## Résumé
Le vaisseau humain d'exploration spatiale se pose sur une planète étonnante. La végétation est luxuriante, les arbres sont droits et portent de nombreux fruits, les animaux sont bien portants, amicaux, joueurs et amusants. Les humains examinent cette planète et procèdent à des études dont les résultats s'avèrent ahurissants. La zone ne comporte aucun microbe, l'eau est parfaitement pure, les animaux n'ont aucune maladie et leurs organes internes ne sont pas détectables. Un gigantesque pylône, situé à quelques kilomètres, étonne les scientifiques : il s'agit à l'évidence d'un artefact, mais qui l'a construit et planté là ? et dans quel but ? 
Alors que les scientifiques vont de surprises en surprises, un beau matin les animaux deviennent somnolents puis s'effondrent, comme terrassés par la maladie. La petite brise disparaît et le soleil lui-même perd son éclat. Le commandant ordonne à ses hommes de regagner le vaisseau : il s'agit de quitter la planète le plus rapidement possible. 
Il a compris quelle était la fonction de cette planète : c'est un parc à jeux pour enfants, et il n'a pas envie de croiser ces « enfants », et encore moins leurs « parents ».